# Neobuxbaumia
A Neobuxbaumia nemzetségbe a Mexikói-fennsík hatalmas termetű oszlopkaktuszai tartoznak, melyek ritkán vagy nem elágazva orgonasípszerű megjelenéssel bírnak.

## Jellemzői
Masszív megjelenésű oszlopos növekedésű növények, 16 m-nél alacsonyabbak, törzsük az alsó 0,75 m magasságig nem ágazik, a fölött is csak ritkásan. Számos bordájuk alacsony, töviseik 70 mm-nél rövidebbek, 15-30-asával fejlődnek, éjjel nyíló pirosas-rózsaszínű virágaik tölcsére kopasz. Termésük tojásdad, a pulpa nem nyálkás, fehér színű.

## Elterjedése
Mexikó középső területei.

## Rokonsági viszonyok és fajok
Korábban ebbe a nemzetségbe sorolták be a közismert saguaro-kaktuszt (Carnegiea gigantea) is, azonban molekuláris genetikai bizonyítékok alapján helyreállították a korábbi önállóságát. A nemzetségbe ma nyolc fajt sorolnak, melyek két csoportra különülnek el virágaik fejlődési helye alapján.
- Neobuxbaumia euphorbioides (Haworth) Bravo in Ci. Mex. 1:658’ (1978)
- Neobuxbaumia macrocephala (Weber) Daws in Cact. Succ. J. Am. 24:173’ (1952)
- Neobuxbaumia mezcalensis (Bravo) Backeberg in Bot. Stud. 3 (1941)
- Neobuxbaumia polylopha (DeCandolle) Backeberg in Blätt. f. Kakt. 6:[24] (1938)
- Neobuxbaumia sanchezmejoradae Lau in Cact. Succ. Mex. 39(1):3-7’ (1994)
- Neobuxbaumia scoparia (Pslg.) Backeberg in Bot. Stud. 3 (1941)
- Neobuxbaumia squamulosa Schweinvar & Sánchez-Mejorada in Cact. Succ. Mex. 35(1):13’ (1990)
- Neobuxbaumia tetetzo (Cltr.) Backeberg in Blätt f. Kakt. 6:[24] (1938)